# Alkali-Akt 1863
Der Alkali-Akt 1863 war eine Reaktion des viktorianischen Gesetzgebers auf das extrem emissionsträchtige Leblanc-Verfahren. Dieses spielte im Vereinigten Königreich und hier vor allem in England, der seinerzeit führenden Nation der Textilindustrie, eine große Rolle. Nachdem im Zuge der Industriellen Revolution nicht nur die Produktion, sondern auch die von ihr ausgehenden Belastungen für Mensch und Umwelt industrielle Maßstäbe angenommen hatten, standen Gesetzgeber der gänzlich neuen Herausforderung gegenüber, sich einen systematischen Überblick über die nun ebenfalls im industriellen Maßstab austretenden Emissionen zu verschaffen und, wo möglich, für Abhilfe zu sorgen. Der Alkali-Akt 1863 stellt eine der weltweit ersten Regulierungen dar, die das neue Erfordernis einer solchen „systematischen Emissionskontrolle“ anging. Er markiert daher den Beginn des modernen Immissionsschutzrechts in Gestalt des Industrieanlagenrechts.

## Hintergrund
Nachdem sich das Leblanc-Verfahren immer weiter verbreitet und zur Verätzung und Vergiftung ganzer Landstriche geführt hatte, reagierte der britische Gesetzgeber auf diese neue Herausforderung als erster. Am 28. Juli 1863 erließ er ein Gesetz gänzlich neuen Typs, das „erst[e] national[e] Umweltgesetz“. Da sein Hauptanliegen die drastische Reduktion der mit diesem Verfahren freigesetzten Salzsäure war, die zu dieser Zeit vor allem unter der Bezeichnung „Muriasäure“ bekannt war, trug es den Titel: Ein Gesetz zur wirksameren Kondensation von Muriasäuregas in Alkalifabriken.

## Regulierungsinhalte und -systematik
Das Gesetz folgte bereits der bis heute vor allem im Anlagenrecht üblichen Gepflogenheit, dem eigentlichen Gesetzestext einen einleitenden Teil mit Organisatorischem voranzustellen. Es enthielt bereits einen eigenen Abschnitt in dem zentrale Regulierungsbegriffe definiert wurden. In weiteren Abschnitten regulierte es den Betrieb der Anlagen, ihre Überwachung durch Inspektoren, sowie die Organisation der Sanktionen bei Verstößen gegen diese Vorschriften.

### Einleitung

#### Ziffer 1: Kurztitel
Zitiert werden sollte das Gesetz als Alkali Act, 1863.

#### Ziffer 2: Inkrafttreten
Sein Inkrafttreten wurde auf den 1. Januar 1864 festgelegt.

#### Ziffer 3: Begriffsbestimmungen
Es definierte die Begriffe
- Alkali-Werk: jedes Werk zur Herstellung von Alkali, Soda oder Pottasche, in dem Salzsäuregas freigesetzt wird;
- Eigentümer: der Mieter oder Besitzer oder jede andere Person, die Alkalienarbeiten durchführt; aus heutiger Sicht lässt sich hierin die Person des Anlagenbetreibers erkennen.
- der Inspektor: der nach diesem Gesetz zu bestellende Inspektor.

### Alkali-Werke

#### Ziffer 4: Betrieb der Alkali-Werke
Im zweiten Abschnitt etablierte das Gesetz zunächst den neuen Grundsatz, wonach in allen Alkali-Werken die bei den dort vorgenommenen Arbeiten entstehenden Salzsäuredämpfe zu mindestens 95 % kondensiert, d. h. in Wasser aufgefangen werden mussten. Es ordnete an, dass insoweit etwaigen Anordnungen von Inspektoren oder Unter-Inspektoren Folge zu leisten sei, sah aber auch vor, dass diese nicht befugt seien, Änderungen an einer Anlage oder einem Produktionsprozess anzuordnen.
Emittierten Alkali-Werke höhere Salzsäuremengen, konnte gegen ihre Betreiber ein Verfahren vor einem Gericht eingeleitet werden. Konnten die Betreiber in diesem Verfahren nicht beweisen, dass sie mindestens 95 % Prozent dieser Dämpfe kondensiert hatten, wurden sie einer Zuwiderhandlung gegen dieses Gesetz für schuldig befunden. Im Fall einer ersten Verurteilung war eine Geldstrafe bis zu fünfzig Pfund vorgesehen. Gegen Wiederholungstäter konnte eine Geldstrafe von maximal einhundert Pfund verhängt werden. Pro Eigentümer durfte eine solche Strafe aber nur einmal pro Tag verhängt werden. Voraussetzung für eine solche Verurteilung war der schriftliche Bericht eines Inspektors, der nachvollziehbar erkennen lassen musste, wie seiner Meinung nach gegen die Reduktionspflicht verstoßen worden sei.

#### Ziffer 5: Haftung des Betreibers mit Möglichkeit der Exkulpation
Das Gesetz gab den Betreibern die Möglichkeit, sich von einem dokumentierten Tatvorwurf zu exkulpieren. Es ließ den Entlastungsbeweis zu, der Betreiber habe die gebührende Sorgfalt („due diligence“) aufgewandt, um die Ausführung dieses Gesetzes einzuhalten und durchzusetzen, wenn er außerdem nachweisen konnte, dass die betreffende Straftat ohne sein Wissen, seine Zustimmung oder sein Einverständnis von einem Beauftragten, Bediensteten oder Arbeiter begangen wurde, den er namentlich als den eigentlichen Täter anklagte. Diese Vorschrift lässt erste Grundzüge der modernen Haftung für den Verrichtungsgehilfen erkennen.

#### Ziffer 6: Registrierungspflicht der Alkali-Werke
Dieser Abschnitt legte fest, dass der Betreiber eines Alkali-Werks nach der Ernennung des für ihn zuständigen Inspektors drei Monate Zeit hatte, seine Arbeiten bei diesem zu registrieren. Die Registrierung bestand aus dem vollständigen Namen des Eigentümers und der Angabe, in welcher Gemeinde oder Stadt das Werk sich befand. Wechsel der Eigentümer waren innerhalb eines Monats anzuzeigen. Ohne eine solche Registrierung, durfte die Anlage nicht mehr betrieben werden. Diese Vorschrift lässt sich daher bereits als eine Art gewerberechtlicher Erlaubnisvorbehalt interpretieren.
Wurde ein Werk ohne dieses Registrierung betrieben wird, konnte der Betreiber mit einer Strafe von bis zu fünf Pfund für jeden Tag, an dem das Werk in dieser Weise betrieben wurde, bestraft werden.

### Inspektoren

#### Ziffer 7: Bestellung der Inspektoren
Die Vorschriften über die Inspektoren legten zunächst fest, dass zur Ernennung derselben das Board of Trade zuständig sei. Dieses sollte von Zeit zu Zeit geeignete Personen zum Inspektor für Alkalibetriebe ernennen und von Zeit zu Zeit jeden so ernannten Inspektor abberufen und eine andere Person an seiner Stelle ernennen. Auf Antrag eines solchen Inspektors konnte das Board of Trade auch Unterinspektoren ernennen. Die Ernennung dieser Personen wurde in der London Gazette veröffentlicht, und ein Exemplar der Gazette galt den Inspektoren als Nachweis ihrer Ernennung.

#### Ziffer 8: Ausschluss von der Tätigkeit als Inspektor
Ausgeschlossen von dieser Tätigkeit waren alle Personen, die direkt oder indirekt
- als Grundstücksmakler auftraten oder handelten
- an einer Produktion beteiligt waren, innerhalb oder angelegentlich derer die Zersetzung von Salz oder die Kondensation von Salzsäuregas durchgeführt werden konnte
- an einem Patent bezüglich solcher Anlagen oder Prozesse interessiert waren.

#### Ziffer 9: Pflichten und Rechte der Inspektoren
Die Inspektoren waren dazu verpflichtet, sich von Zeit zu Zeit zu vergewissern, dass alle Alkalibetriebe in Übereinstimmung mit den Bestimmungen dieses Gesetzes betrieben wurden. Wo dies nicht der Fall war, waren sie dazu verpflichtet, die Bestimmungen durchzusetzen sowie zu veranlassen, dass jeder Betreiber, dessen Werk unter Verstoß gegen dieses Gesetz betrieben wurde, über die Begehung eines solchen Verstoßes so bald wie möglich nach dessen Begehung benachrichtigt wurde. Zur Erfüllung dieser Pflicht waren die (Unter-)Inspektoren berechtigt, zu jeder angemessenen Zeit, bei Tag und bei Nacht, ohne vorherige Ankündigung, jedes Alkaliwerk zu betreten, zu inspizieren, die Effizienz des Kondensationsapparats und die Menge des kondensierten Salzsäuregases sowie darüber hinaus alle Angelegenheiten und Arbeiten zu untersuchen, die auf die Einhaltung oder Nichteinhaltung der Bestimmungen dieses Gesetzes hinwiesen, jedoch nur so, dass der Herstellungsprozess dabei nicht unterbrochen wurde.
Auf Verlangen des Inspektors hatte der Betreiber innerhalb einer angemessenen Frist einen Plan derjenigen Teile des Werkes vorzulegen, in denen die Zersetzung von Salz durchgeführt wurde, in denen andere Verfahren durchgeführt wurden, die Salzsäure freisetzten, und in denen die Kondensation der Salzsäure durchgeführt wurde. Der Inspektor hatte diesen Plan geheim zu halten.
Der Inspektor und jeder ihm unterstellte Unterinspektor waren dazu berechtigt, alle Versuche durchzuführen, die sie zur Feststellung der Wirksamkeit des Kondensationsapparates oder der kondensierten Gasmenge für zweckmäßig hielten, wenn und soweit dies den Herstellungsprozess nicht störte; der Betreiber und sein Beauftragter machten sich eines Verstoßes gegen dieses Gesetz schuldig, wenn sie den (Unter-)Inspektoren nicht alle erforderlichen Erleichterungen für deren Zutritt, Untersuchung und Prüfung gewährten.

#### Ziffer 10: Vergütung der Inspektoren und Unter-Inspektoren
Jeder (Unter-)Inspektor erhielt ein Gehalt, das vom Board of Trade mit Zustimmung des Commissioners of Her Majesty’s Treasury festgelegt wurde.

#### Ziffer 11: Allgemeine Strafen bei Verstoß gegen dieses Gesetz
Für jede Person, die einen (Unter-)Inspektor bei der Durchführung dieses Gesetzes vorsätzlich behinderte, und für jeden Betreiber eines Alkalibetriebs, der sich weigerte oder es unterließ, dem (Unter-)Inspektor die für die Durchführung von Betretungen, Inspektionen, Untersuchungen oder Prüfungen erforderlichen Einrichtungen zur Verfügung zu stellen, war eine Strafe von bis zu zehn Pfund vorgesehen. Gleiches galt für den, der fahrlässig oder vorsätzlich eine Bestimmung dieses Gesetzes verletzte, für deren fahrlässige oder vorsätzliche Verletzung dieses Gesetz keine besondere Strafe vorsah.

#### Ziffer 12: Berichterstattung an das Parlament
Bis zum Beginn des Monats März eines jeden Jahres hatten die Inspektoren dem Board of Trade schriftlich Bericht über ihre Tätigkeit im vorangegangenen Jahr zu erstatten. Eine Kopie dieses Berichts wurde beiden Kammern des Parlaments vorgelegt.

### Besondere Vorschriften

#### Ziffer 13: Befugnis der Betreiber zum Erlass besonderer Vorschriften
Betreibern von Alkali-Werken war es erlaubt, mit Genehmigung des Board of Trade besondere Regeln zur Anleitung derjenigen Arbeiter aufzustellen, zu ändern oder sogar aufzuheben, die in Verfahren beschäftigt waren, bei dem Salzsäuregas entstand, oder deren Aufgabe es war, die bei der Kondensation dieses Gases verwendeten Apparate zu betreuen. Verstöße gegen diese Regeln konnten die Betreiber mit Strafen belegen, wobei keine Strafe zwei Pfund für ein Vergehen übersteigen durfte.
Der Betreiber hatte ein gedrucktes Exemplar der in seinem Werk geltenden besonderen Regeln an jede Person auszuhändigen, die in oder um das Werk herum arbeitete oder beschäftigt und davon betroffen war.

### Ziffer 14–18: Strafen
Mit den Ziffern 14–18 etablierte der Gesetzgeber ein detailliertes Sanktionssystem, das den jeweiligen Besonderheiten in den unterschiedlichen Gegenden des Königreichs (Schottland, Irland) Rechnung trug.

### Ziffer 19: Ausserkrafttreten
Ursprünglich war der Gesetzgeber davon ausgegangen: „Dieses Gesetz bleibt bis zum 1. Juli 1868 in Kraft, jedoch nicht länger“.